# Édit de Kansei
L’édit de Kansei (寛政異学の禁 kansei igaku no kin) de 1790 est l'application du néoconfucianisme de Zhu Xi comme philosophie confucéenne officielle du Japon. Il interdit tout enseignement ou propagation d'autres études du confucianisme, y compris les enseignements des lettrés tels qu'Ogyū Sorai et Soko Yamaga, assez populaires à l'époque.
L'édit de Kansei établit des postes occupés par deux fonctionnaires pour superviser tous les enseignements afin de s'assurer qu'ils sont conformes à la loi.
L'édit de Kansei fait partie des réformes Kansei.

## Source de la traduction
- (en) Cet article est partiellement ou en totalité issu de l’article de Wikipédia en anglais intitulé « Kansei Edict » (voir la liste des auteurs).